# Suad Filekovič
Suad Filekovič (Lubiana, 16 settembre 1978) è un ex calciatore sloveno, di ruolo difensore.

## Statistiche

### Cronologia presenze e reti in nazionale
| Cronologia completa delle presenze e delle reti in nazionale ― Slovenia | Cronologia completa delle presenze e delle reti in nazionale ― Slovenia | Cronologia completa delle presenze e delle reti in nazionale ― Slovenia | Cronologia completa delle presenze e delle reti in nazionale ― Slovenia | Cronologia completa delle presenze e delle reti in nazionale ― Slovenia | Cronologia completa delle presenze e delle reti in nazionale ― Slovenia | Cronologia completa delle presenze e delle reti in nazionale ― Slovenia | Cronologia completa delle presenze e delle reti in nazionale ― Slovenia |
| Data                                                                    | Città                                                                   | In casa                                                                 | Risultato                                                               | Ospiti                                                                  | Competizione                                                            | Reti                                                                    | Note                                                                    |
| ----------------------------------------------------------------------- | ----------------------------------------------------------------------- | ----------------------------------------------------------------------- | ----------------------------------------------------------------------- | ----------------------------------------------------------------------- | ----------------------------------------------------------------------- | ----------------------------------------------------------------------- | ----------------------------------------------------------------------- |
| 21-8-2002                                                               | Trieste                                                                 | Italia                                                                  | 0 – 1                                                                   | Slovenia                                                                | Amichevole                                                              | -                                                                       | 83’                                                                     |
| 12-10-2002                                                              | Saint-Denis                                                             | Francia                                                                 | 5 – 0                                                                   | Slovenia                                                                | Qual. Euro 2004                                                         | -                                                                       | 88’                                                                     |
| 18-2-2004                                                               | San Fernando                                                            | Slovenia                                                                | 0 – 2                                                                   | Polonia                                                                 | Amichevole                                                              | -                                                                       | 90’                                                                     |
| 26-3-2005                                                               | Celje                                                                   | Slovenia                                                                | 0 – 1                                                                   | Germania                                                                | Amichevole                                                              | -                                                                       |                                                                         |
| 30-3-2005                                                               | Celje                                                                   | Slovenia                                                                | 1 – 1                                                                   | Bielorussia                                                             | Qual. Mondiali 2006                                                     | -                                                                       | 55’                                                                     |
| 4-6-2005                                                                | Minsk                                                                   | Bielorussia                                                             | 1 – 1                                                                   | Slovenia                                                                | Qual. Mondiali 2006                                                     | -                                                                       |                                                                         |
| 17-8-2005                                                               | Swansea                                                                 | Galles                                                                  | 0 – 0                                                                   | Slovenia                                                                | Amichevole                                                              | -                                                                       |                                                                         |
| 3-9-2005                                                                | Celje                                                                   | Slovenia                                                                | 2 – 3                                                                   | Norvegia                                                                | Qual. Mondiali 2006                                                     | -                                                                       | 20’ 60’                                                                 |
| 7-9-2005                                                                | Chișinău                                                                | Moldavia                                                                | 1 – 2                                                                   | Slovenia                                                                | Qual. Mondiali 2006                                                     | -                                                                       | 46’                                                                     |
| 8-10-2005                                                               | Palermo                                                                 | Italia                                                                  | 1 – 0                                                                   | Slovenia                                                                | Qual. Mondiali 2006                                                     | -                                                                       |                                                                         |
| 7-2-2007                                                                | Domžale                                                                 | Slovenia                                                                | 1 – 0                                                                   | Estonia                                                                 | Amichevole                                                              | -                                                                       | 61’                                                                     |
| 6-6-2007                                                                | Timișoara                                                               | Romania                                                                 | 2 – 0                                                                   | Slovenia                                                                | Qual. Euro 2008                                                         | -                                                                       | 84’                                                                     |
| 28-3-2009                                                               | Maribor                                                                 | Slovenia                                                                | 0 – 0                                                                   | Rep. Ceca                                                               | Qual. Mondiali 2010                                                     | -                                                                       |                                                                         |
| 1-4-2009                                                                | Belfast                                                                 | Irlanda del Nord                                                        | 1 – 0                                                                   | Rep. Ceca                                                               | Qual. Mondiali 2010                                                     | -                                                                       | 83’                                                                     |
| Totale                                                                  |                                                                         | Presenze                                                                | 14                                                                      |                                                                         | Reti                                                                    | 0                                                                       |                                                                         |

## Palmarès

### Club

#### Competizioni nazionali
- Campionato croato: 1

Hajduk Spalato: 2003-2004
- Supercoppa di Croazia: 1

Hajduk Spalato: 2004
- Campionato sloveno: 5

Maribor:1999-2000, 2000-2001, 2001-2002, 2002-2003, 2008-2009
- Coppa di Slovenia: 1

Maribor: 2010
- Supercoppa di Slovenia: 1

Maribor: 2009